# Tennistoernooi van Sydney 1993
|                                            |  |                                     |
| Jennifer Capriati, winnares bij de vrouwen |  | Pete Sampras, winnaar bij de mannen |

Het tennistoernooi van Sydney van 1993 werd van maandag 11 tot en met maandag 18 januari 1993 gespeeld op de hardcourt-buitenbanen van het White City Stadium in de Australische stad Sydney. De officiële naam van het toernooi was Peters International. Het was de 101e editie van het toernooi.
Het toernooi bestond uit twee delen:
- WTA-toernooi van Sydney 1993, het toernooi voor de vrouwen
- ATP-toernooi van Sydney 1993, het toernooi voor de mannen

ATP-toernooi van Sydney – WTA-toernooi van Sydney

Toernooien sinds 1990:
1990 · 1991 · 1992 · 1993 · 1994 · 1995 · 1996 · 1997 · 1998 · 1999 · 2000 · 2001 · 2002 · 2003 · 2004 · 2005 · 2006 · 2007 · 2008 · 2009 · 2010 · 2011 · 2012 · 2013 · 2014 · 2015 · 2016 · 2017 · 2018 · 2019 · 2020 · 2021 · 2022